# Gali (Insel)
Gali (griechisch Γαλή = Wiesel, Katze)  ist ein kleines griechisches Inselchen im Saronischen Golf. Es liegt etwa 130 m südlich des Kaps Skyli und etwa 200 m westlich der Insel Spathi. Die höchste Erhebung hat eine Höhe von 20 m. Nach Süden fällt die Insel steil ab und zu allen anderen Seiten ist der Anstieg moderater. Das unbewohnte Inselchen gehört zur Gemeinde Poros. Die geschützte Bucht zwischen Kap Skyli und Gali ist ein beliebter Ankerplatz. Vermutlich leitet sich auch sein Name von dieser geschützten Lage ab (griechisch γαλήνη = Windstille).